# 若杉和夫
若杉 和夫（わかすぎ かずお、1931年（昭和6年）3月22日 - 2016年（平成28年）7月25日）は、日本の通産官僚。通商産業審議官。

## 略歴
- 1948年（昭和23年） - 旧制静岡県立榛原中学校（現・静岡県立榛原高等学校）卒業
- 旧制静岡高等学校卒業
- 1953年（昭和28年） - 東京大学法学部卒業
- 同年4月 - 通商産業省入省[2]
- 通商産業省通商局輸入企画課長、同省通商局輸入課長、中小企業庁計画部金融課長、同庁計画部長、通商産業大臣官房審議官を歴任
- 1980年（昭和55年）6月 - 同省生活産業局長
- 1981年（昭和56年）6月 - 同省通商政策局長
- 1982年（昭和57年）6月 - 特許庁長官
特許庁予算を特別会計に移行させることにより、かつて電子計算機業務課機械化企画室長だった石井正が考案した特許審査システム「TOPAS」を参考に、国際特許分類（IPC）、Fタームを基本にした特許審査におけるペーパーレス化を実現段階へ移行させる。
- 1984年（昭和59年）6月 - 通商産業審議官[2]
- 1986年（昭和61年）
  - 6月 - 通商産業省退官
  - 9月 - 株式会社日本長期信用銀行顧問[2]
- 1993年（平成5年）6月 - 三菱電機株式会社代表取締役副社長[2]
- 1995年（平成7年）
  - 5月 - 石油資源開発株式会社顧問[2]
  - 6月 - 石油資源開発株式会社代表取締役社長[2]
- 1996年（平成8年）6月 - 国際石油開発株式会社非常勤取締役[2]
- 2000年（平成12年）5月 - 石油鉱業連盟会長[3]
- 2001年（平成13年）6月 - 石油資源開発株式会社代表取締役会長[2]
- 2005年（平成17年）
  - 4月 - 天然ガス鉱業会会長
  - 6月 - 鉱業労働災害防止協会監事
- 2006年（平成18年）4月 - 国際石油開発帝石ホールディングス株式会社非常勤取締役[2]
- 2007年（平成19年）5月 - 石油資源開発株式会社相談役[2]
- 2013年（平成25年）6月 - 石油資源開発株式会社顧問[2]

## 同期
旧通商産業省の同期入省者は、小長啓一、豊島格、宮本二郎（科学技術庁官房長）、工藤敦夫（内閣法制局長官）、神谷和男（中小企業庁長官）、小林進（東洋学園大学教授）、寺田恵一（日本機械工業連合会副会長）、三島和夫（IEA緊急時システム局長（1978年3月~））など。

## 著書
- こんな役人がいてもいい - ある高級官僚の創造的破壊（1987年3月、時評社、ISBN 4915503356）[4]